# Verteilerebene
Eine Verteilerebene in einem Gebäude ist ein Geschoss, welches allein der horizontalen Aufnahme und Verteilung von Personen oder Gütern von und nach vertikal zugänglichen Orten dient. Teilweise sind Verteilerebenen auch als Mezzanin ausgeführt, in der englischen Sprache wird bei Verkehrsbauten der Begriff „mezzanine“ metonymisch für Verteilerebenen verwendet, egal ob die konkrete Bauform ein Mezzanin im engeren Sinne ist.

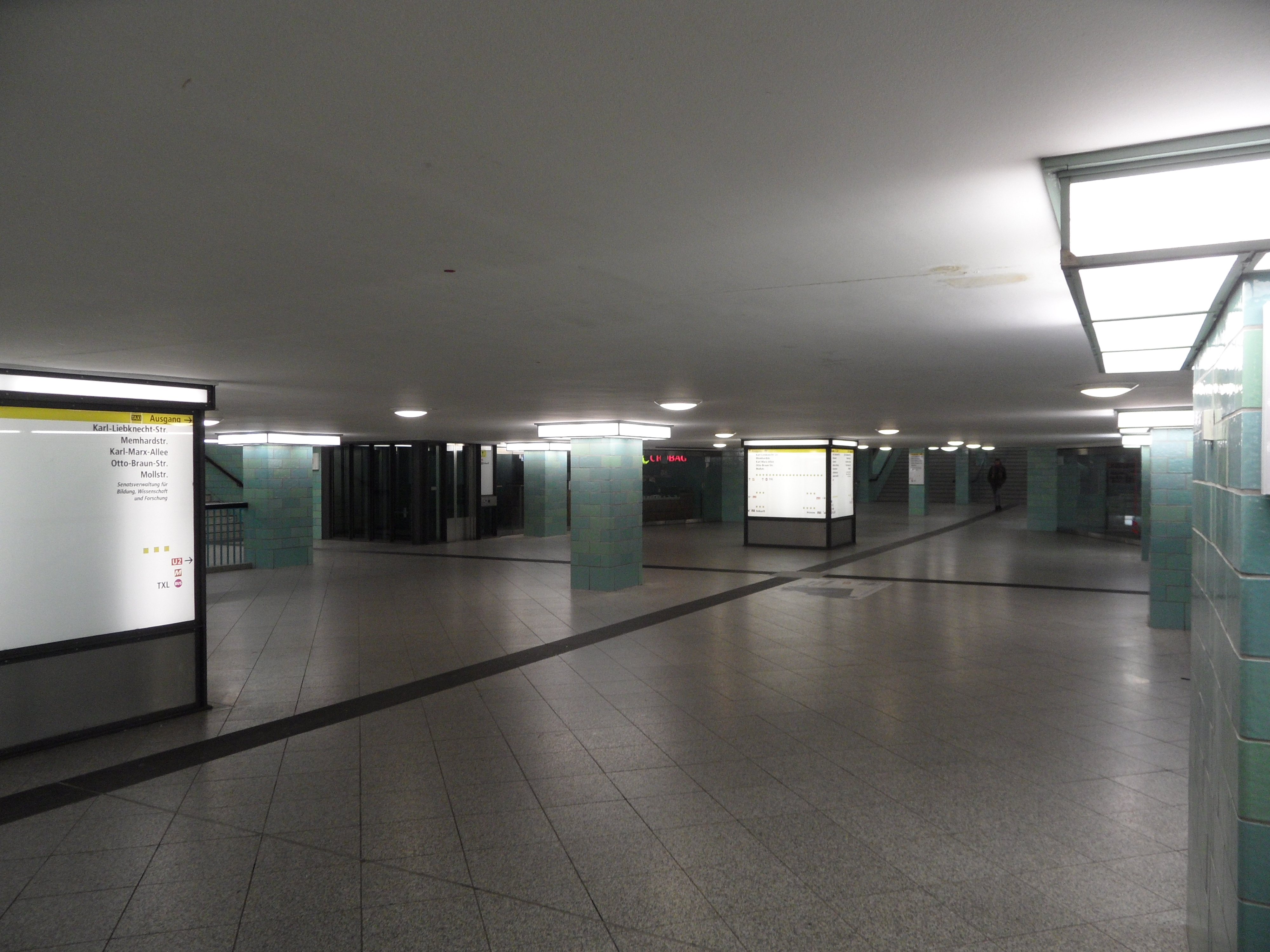
Unterirdische Verteilerebene am U-Bahnhof Alexanderplatz

Verteilerebenen finden sich in Parkhäusern, auf Flughäfen, Bahnhöfen und ähnlichen Haltestellen-Konstellationen, auch im U-Bahn-Wesen. Hier dient die Verteilerebene dem Ziel, Menschen aus dem Straßenverkehr in Zonen mit voraussichtlich größerer Sicherheit zu bringen. Nebeneffekt ist die Vergrößerung der Aufenthalts- und ggf. Verkaufsfläche sowie unter Umständen weitere Zugänge in Kellergeschosse von Kaufhäusern. Insbesondere bei unterirdischen Bauwerken kann das Vorhandensein einer Verteilerebene die Kosten von Bau und Unterhalt erheblich erhöhen, insbesondere dann, wenn durch die insgesamt größere Tiefe des Bauwerkes Probleme mit hoch stehendem Grundwasser auftreten.